# غازي القبلاوي
غازي القبلاوي (من مواليد 1975 في طرابلس) هو طبيب ليبي ومؤلف ومدون وناشط يعيش في بريطانيا منذ عام 2002 م.

## الحياة المبكرة والتعليم
نشأ القبلاوي في طرابلس. وقال إنه بصفته أحد أبناء جيل نشأ في ظل ديكتاتورية القذافي القمعية والوحشية، كتب: "أعرف شعور المرء عندما يصبح البقاء هو الهدف الأساسي لوجوده. كان على الليبيين مثلي الذين عارضوا نظامه (سواءً بشكل خفي أو صريح) أن يطوروا شخصية مزدوجة. أصبح تعلم التحدث والكتابة علنًا باستخدام الرموز مهارة أساسية لتجنب الاضطهاد، ليس فقط لنفسك، بل ولعائلتك وأصدقائك أيضًا."
درس الطب في طرابلس. حصل على درجة البكالوريوس في الطب ودرجة الماجستير في العلوم الطبية.

## الحياة المهنية
ومنذ عام 2002، يعيش في بريطانيا، حيث يعمل طبيبًا ويكتب كثيرًا عن الوضع في بلده الأصلي.

## الكتابات
القبلاوي كاتب في الأدب العربي والإنجليزي. كان أحد مؤسسي مجلة ليبيا اليوم الإلكترونية، حيث كان محررًا للقسم الثقافي فيها من عام 2004 إلى عام 2009 م. منذ آذار 2011، أصبح رئيس تحرير الشؤون الدولية لوكالة أنباء ليبيا برس، وهي بوابة إخبارية مستقلة مقرها لندن. يكتب بانتظام عن ليبيا والعالم العربي. اعتبارًا من عام 2011 كان محررًا في دار نشر دارف.
وقد نشر مجموعتين قصصيتين باللغة العربية، كما نشر قصائد باللغة الإنجليزية في دوريات مختلفة. ومن بينها مجلة بانيبال: مجلة الأدب العربي الحديث، التي نشرت قصته القصيرة "حلم وردي" في أحد أعدادها عام 2011. اعتبارًا من عام 2011 كان محررًا في دار نشر دارف. في عام 2008 قرأ وناقش إحدى قصائده في "أمسية الكتاب الأفارقة".
اعتبارًا من كانون الأول 2015 م، أصبح عضوًا في مجلس جمعية الدراسات الليبية. عمل كقاضي لجائزة كين في الكتابة الأفريقية في عام 2017 م.

## الحرب الأهلية الليبية 2011
كتب في أغسطس/آب 2011: "عندما بدأت قوات المعارضة عملياتها لتحرير طرابلس قبل أيام قليلة، كان من أوائل ما لاحظته، وأنا أتحدث مع عائلتي في العاصمة، أنهم، ولأول مرة، ينددون علنًا بالقذافي وأبنائه ونظامه. كان ذلك بحد ذاته فعل تحرر... لكن لم يكن الخوف الشخصي وحده هو ما بدأ يتبدد فينا خلال الأشهر الستة الماضية، بل بدأنا أيضًا نستعيد بنشاط وطنًا سُلب لأكثر من أربعة عقود... في غضون ستة أشهر فقط، بدأ جيل من الشباب الليبيين يدرك معنى التمتع بحياة لا يحكمها رعب القمع المتمثل في الوقوع في فخ الحكام. بمجرد أن ذاقوا هذه الثمرة المحرمة، لم يعد هناك مجال للتراجع."
في سبتمبر/أيلول 2011، نشر مقالًا مطولًا يروي تاريخ الأدب الليبي الحديث، ويلخص تأثير الثورة الأخيرة، التي كتب أنها "فتحت الباب على مصراعيه أمام إمكانيات وفرص لا حصر لها في الكتابة الإبداعية والفنون والصحافة. ومع تراجع دور الإعلام الحكومي والرقابة في ليبيا الحرة، ظهرت العديد من المنشورات الجديدة. وبدأت الكتيبات والصحف والمجلات تنتشر بأشكال ولغات مختلفة".
في أبريل/نيسان 2013، نشرت منظمة "مؤشر الرقابة" تقريرًا للقبلاوي حول "حرية التعبير في ليبيا ما بعد القذافي". وكتب أنه في حين أشاد العديد من المراقبين بإقرار حرية التعبير في البلاد باعتبارها أحد الإنجازات الرئيسية للانتفاضة الليبية، إلا أن "النشوة الأولية" تحولت منذ ذلك الحين إلى إحباط. "في واقع ما بعد الانتفاضة، تواجه الصحف والقنوات التلفازية التي تجرأت على التحقيق في مزاعم الفساد وانتهاكات حقوق الإنسان، التي ارتكبتها في الغالب جماعات مسلحة متشددة وأصولية مارقة، هجمات عنيفة؛ وتعرضت القنوات التلفزيونية للتخريب، واختطف الصحفيون وتعرضوا للتعذيب، أو أجبروا على الصمت أو المنفى، وفي بعض الحالات سجنوا وحوكموا بموجب قوانين عهد القذافي."
في أغسطس/آب 2013، بثت إذاعة بي بي سي العالمية "مقالًا صوتيًّا" كتبه وقرأه القبلاوي. وأعرب عن أسفه إزاء "المشاكل الخطيرة" التي تعاني منها ليبيا الآن، بما في ذلك استمرار الصراع بين المجموعات المختلفة وانعدام القانون والنظام، والتي أدت جميعها إلى "اليأس والإحباط" على نطاق واسع بين الشعب الليبي. ومع ذلك، قال إنه كان واحدًا من العديد من الليبيين الذين ما زالوا يحتفظون "بمستوى متواضع من الأمل" بشأن مستقبل البلاد.
في مقال نُشر في كانون الأول من عام 2015، أعرب غِبلاوي عن استيائه من تقصير كل من المجتمع الدولي والقادة المحليين، محمِّلًا إياهم مسؤولية الإخفاق في بناء مؤسسات وطنية مستقرة في ليبيا بعد سقوط القذافي. واعتبر أن هذا الإخفاق هو الذي أدى إلى حالة عدم الاستقرار، والعنف، والإرهاب التي باتت تهدد البلاد والمنطقة بأسرها. وقد رفض القبلاوي الرأي القائل بأنه كان من الأفضل الإبقاء على القذافي في الحكم، مشيرًا إلى أن هذا الديكتاتور لم يكن فقط يقمع الحريات داخل ليبيا، بل كان أيضًا يموّل ويخطط وينفّذ هجمات إرهابية في شتى أنحاء العالم.
في كانون الثاني من عام 2016، شارك القبلاوي في نقاش عبر خدمة بي بي سي العالمية حول الوضع الراهن في ليبيا. وقد وصف الأوضاع في طرابلس بأنها متوترة، رغم محاولة الناس عيش حياتهم اليومية بأكبر قدر ممكن من الطبيعية.
وقال القبلاوي إن دكتاتورية القذافي "أفسدت نسيج المجتمع"، وبالتالي فإن الليبيين "ليسوا فخورين بكونهم ليبيين".

## أنشطة مهنية أخرى
ألقى عرضًا تقديميًا عن الربيع العربي في منتدى أوسلو للحرية عام 2011 م.

## روابط خارجية
- غازي القبلاوي على تويتر